# Bistum Jataí
Das Bistum Jataí (lat.: Dioecesis Iataiensis) ist eine in Brasilien gelegene römisch-katholische Diözese mit Sitz in Jataí im Bundesstaat Goiás.

## Geschichte
Das Bistum Jataí wurde am 21. Juni 1929 durch Papst Pius XI. mit der Apostolischen Konstitution Sollicitido quae in omnes aus Gebietsabtretungen des Bistums Goiás als Territorialprälatur Jataí errichtet. Die Territorialprälatur Jataí wurde dem Erzbistum Goiás als Suffragan unterstellt.
Am 26. März 1956 wurde die Territorialprälatur Jataí durch Papst Pius XII. mit der Apostolischen Konstitution Quo aptiori zum Bistum erhoben und dem Erzbistum Goiânia als Suffraganbistum unterstellt. Das Bistum Jataí gab am 25. November 1961 Teile seines Territoriums zur Gründung der Territorialprälatur São Luís de Montes Belos ab.

## Ordinarien

### Prälaten von Jataí
- Germán Vega Campón OSA, 1941–1955

### Bischöfe von Jataí
- Abel Ribeiro Camelo, 1957–1960, dann Bischof von Goiás
- Benedito Domingos Vito Coscia OFM, 1961–1999
- Miguel Pedro Mundo, 1999
- Aloísio Hilário de Pinho FDP, 1999–2009
- José Luiz Majella Delgado CSsR, 2009–2014
- Nélio Domingos Zortea, 2015–2023, dann Bischof von Cruz Alta
- Joaquim Carlos Carvalho OSB, seit 2023